# Шморгонер, Александр Давидович
Алекса́ндр Дави́дович Шморго́нер (28 марта [10 апреля] 1908, Екатеринослав — 6 ноября 1971, Горький) — советский дирижёр; Заслуженный деятель искусств РСФСР (1960).

## Биография
Сын Давида Исааковича Шморгонера. Окончив в 1931 году Ленинградскую консерваторию (класс фортепиано О. К. Калантаровой; дирижирования — Н. А. Малько и А. В. Гаука), работал концертмейстером в Свердловске, концертмейстером и дирижёром Пермского театра оперы и балета (1932—1935). Затем дирижировал в театрах Ташкента, Алма-Аты, Свердловска (1938—1948), одновременно (с 1938 года) работал в Свердловском радиокомитете, преподавал в оперном классе консерватории. В 1950—1953 годах — художественный руководитель Куйбышевского театра оперы и балета. В 1953—1955 — годах — главный дирижёр Свердловского театра оперы и балета, с 1 мая 1955 года — главный дирижёр Пермского театра оперы и балета, в 1964—1971 годах — главный дирижёр Горьковского театра оперы и балета. Одновременно преподавал в Горьковской консерватории (1963—1969).
С 1942 года — член ВКП(б).
Похоронен на Бугровском кладбище Нижнего Новгорода (7 уч.).

### Семья
Сын Кирилл (3.1.1940, Свердловск—21.06.2023, Пермь) — ведущий солист, художественный руководитель балета Пермского и Самарского театров оперы и балета, с 2014 года — художественный руководитель Самарского академического театра оперы и балета; Заслуженный артист РСФСР (1969).

## Творчество
Имел в репертуаре около 90 опер и балетов, дирижировал симфоническими концертами. В числе его лучших спектаклей:
- в Свердловском театре оперы и балета — «Гроза» В. Н. Трамбицкого (1943), «Демон» А. Г. Рубинштейна (1939), «Раймонда» А. К. Глазунова (1940), «Риголетто» Дж. Верди (1946); «Севастопольцы» М. В. Коваля (1947), «Таня» Г. Г. Крейтнера (1954)[2]
- в Куйбышевском театре оперы и балета — «Князь Игорь» А. П. Бородина (1948), «Мазепа» П. И. Чайковского (1949)[2]
- в Пермском театре оперы и балета — «Борис Годунов» М. П. Мусоргского, «Евгений Онегин» П. И. Чайковского, «Заря» К. В. Молчанова, «Кармен» Ж. Бизе, «Князь Игорь» А. П. Бородина, «Маскарад» Д. А. Толстого, «Овод» А. Э. Спадавеккиа, «Семён Котко» С. С. Прокофьева, «Сказки Гофмана» Ж. Оффенбаха, «Травиата» Дж. Верди; премьеры балетов «Жизель» А.Адана, «Лебединое озеро» и «Щелкунчик» П. И. Чайковского[3]
- в Горьковском театре оперы и балета — «Отелло» Дж. Верди (1964), «Фома Гордеев» А. А. Касьянова (1966)[3].

## Награды
Заслуженный деятель искусств РСФСР (1960).